# Eupithecia golearia
Eupithecia golearia är en fjärilsart som beskrevs av D.Lucas 1939. Eupithecia golearia ingår i släktet Eupithecia och familjen mätare. Inga underarter finns listade i Catalogue of Life.